# Hutton (cráter)
Hutton es un cráter de impacto situado en la cara oculta de la Luna. Se encuentra al noroeste del cráter más grande Shayn, y al norte de Nušl.
|  |

Se trata de un cráter circular desgastado, con un aspecto notablemente simétrico. Muestra un pequeño cráter en su borde occidental, un cierto desplazamiento de materiales en su lado norte, y un proceso erosivo a lo largo de la pared interna meridional. El suelo interior tiene una cresta central alargada en el punto medio, y una cresta más pequeña desplazada al este, y está marcado solamente por cráteres minúsculos y algunas pequeñas colinas.

## Cráteres satélite
Por convención estos elementos se identifican en los mapas lunares colocando la letra en el lado del punto medio del cráter que está más cerca de Hutton.
|        | \| Hutton \| Coordenadas \| Diámetro \| \| ------ \| ------------------------------ \| -------- \| \| P \| 35°42′N 167°24′E / 35.7, 167.4 \| 42 km \| \| W \| 39°06′N 166°42′E / 39.1, 166.7 \| 23 km \| |          |
| Hutton | Coordenadas | Diámetro |
| P      | 35°42′N 167°24′E / 35.7, 167.4 | 42 km    |
| W      | 39°06′N 166°42′E / 39.1, 166.7 | 23 km    |